# Flagermusbårne virus
Flagermusbårne virus er virus, der hovedsageligt har flagermus som primære værter.
Der er fundet virus i flagermuspopulationer rundt om i verden. Flagermus er i alle virusgrupper som angivet i Baltimore- klassifikationen, der deler virus i syv grupper efter deres arvemasse og replikationsmetode. Virusgrupperne indbefatter coronavirus, hantavirus, lyssavirus, rabiesvirus, nipahvirus, lassavirus, henipavirus, ebolavirus og marburgvirus, der kan forårsage marburgfeber.
Flagermusbårne virus er den vigtigste gruppe af de virustyper, der betegnes som emergent virus, opdukkende virus.